# 동기전동기

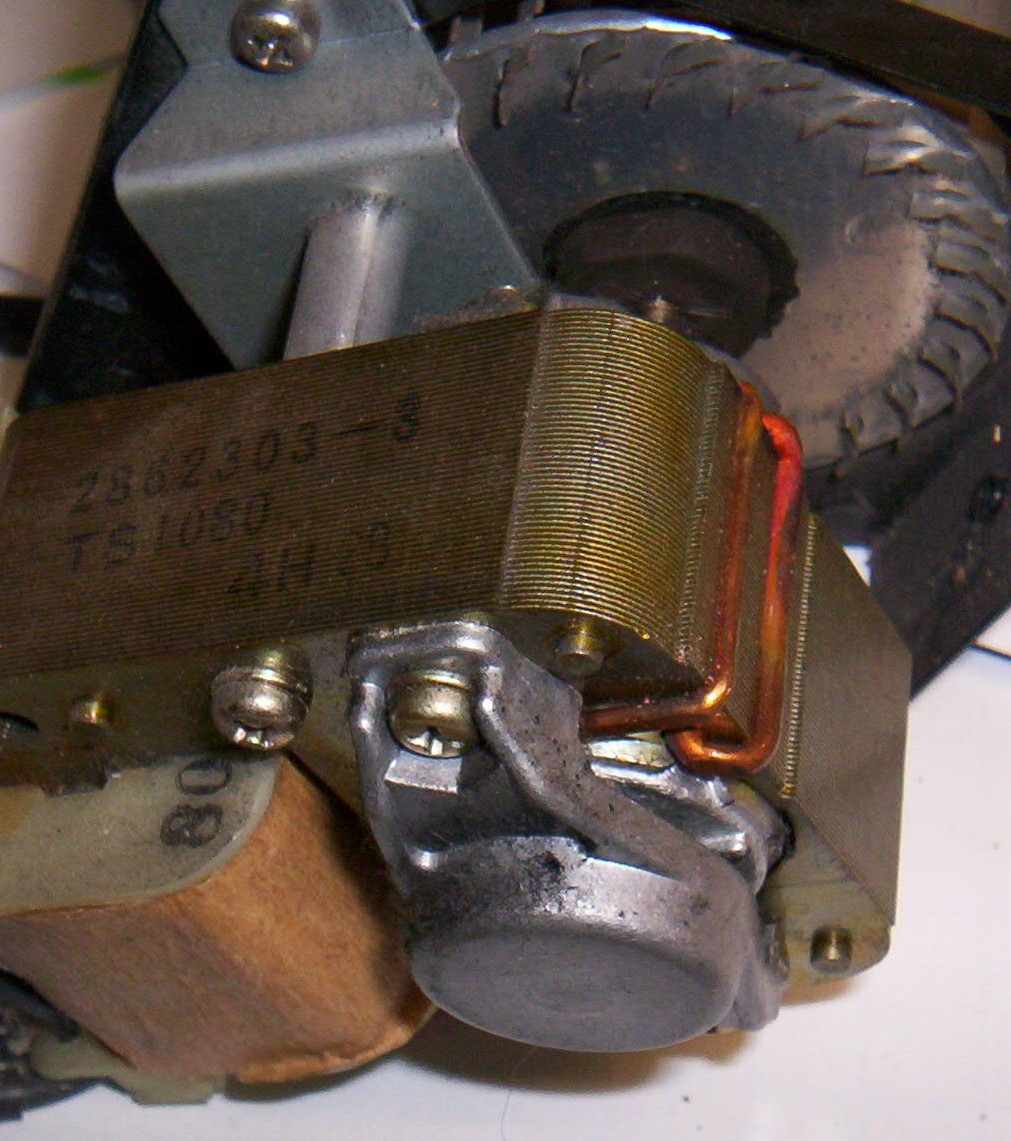

동기전동기(同期電動機)는 동기속도로 회전하는 전동기다. 회전자가 장자석인 회전 장자석형을 일반적으로 쓴다.

## 특징
- 유도전동기에 비해 효율이 높다.
- 장자석이 만드는 자기장과 전기자전류가 만드는 자기장과의 회전 속도 차이에 동기해 회전하므로, 회전수의 오픈루프 제어가 가능하다.

## 위상각
위상각(phase angle)이란 장자석으로부터 전기자 전류의 회전의 위상 차이이다. 동기전동기의 돌림힘은 위상각이 커지는 만큼 커져, 90도일 때 이론적인 최대 토크가 된다. 또, 회전 장자석에 동기해 회전하므로, 그 일률은 돌림힘에 비례한다.
부하의 돌림힘이 너무 커지면 동기화가 되지 않기 때문에 정지한다. 이 때의 돌림힘을 탈출 돌림힘이라고 하며, 부하각으로 50~70도의 범위에 있다.

## 동기전동기의 분류
- 영구자석 동기전동기 (Permanent Magnet Synchronous Motor) - 회전자(계자)에 영구자석을 사용한 것이다.
- 스테퍼모터 (보진 전동기)- 펄스 전력에 동기해 1스텝씩 동작하는 것이다.
- 히스테리시스 동기전동기 - 원통형의 연자성체를 회전자로 한 것이다.
- 전자석 동기전동기 - 회전자(계자)로 전자석을 사용한 것이다.
- 3상 동기전동기 - 3상 교류를 입력으로 동작하는 것이다.